# زهانغ واي
زهانغ واي (بالصينية: 张卫) (28 مارس 1993 بخنان في الصين - ) هو لاعب كرة قدم صيني في مركز الدفاع. لعب مع نادي مجموعة شانغهاي الدولية للموانئ ونادي شانغهاي بودونغ لكرة القدم.

## روابط خارجية
- زهانغ واي على موقع قاعدة بيانات كرة القدم.إي يو (الإنجليزية)
- زهانغ واي على موقع Soccerway.com (الإنجليزية)